# San Gregorio di Catania
San Gregorio di Catania est une commune italienne de la province de Catane dans la région Sicile en Italie.

## Toponymie
San Grigoriu en sicilien.

## Administration
| Période                                  | Période | Identité               | Étiquette | Qualité |
| ---------------------------------------- | ------- | ---------------------- | --------- | ------- |
|                                          |         | Remo Francesco Palermo |           |         |
| Les données manquantes sont à compléter. |         |                        |           |         |

### Communes limitrophes
Aci Castello, Catane, San Giovanni la Punta, Tremestieri Etneo, Valverde (Catane)